# Vulcan (Welshpool)
Vulcan is een historisch merk van motorfietsen.
De bedrijfsnaam was: Vulcan Works Ltd., Welshpool, later Birmingham.
Engels merk dat van 1922 tot 1924 een 269cc-Villiers-tweetakt en een 292cc-model met JAP-zijklepmotor leverde. De machines waren eenvoudig uitgevoerd, zonder versnellingen maar met een directe riemaandrijving vanaf de krukas. Tegen het einde van zijn bestaan verhuisde het bedrijf naar Stafford Street in Birmingham.
- Voor andere merken met de naam Vulcan, zie Vulcan (Lutterworth) - Vulcan (Turnov).